# Marianne de Gandon
La Marianne de Gandon est une série de timbres français d’usage courant, dessinée par Pierre Gandon et gravée par Henri Cortot en typographie et par Gandon en taille-douce. Les premières valeurs furent émises au début de l’année 1945 et la dernière valeur est retirée de la vente en 1955. La série est remplacée par la Marianne de Muller.

## Description
L'illustration représente Marianne, allégorie de la République française, reconnaissable au bonnet phrygien. Elle a le visage tourné vers la droite, le regard droit et énergique. Gandon a voulu faire correspondre l'héroïsme de son personnage avec le contexte de la Libération de la France.
Le timbre porte pour mentions : « RF - Postes » et la valeur faciale.

## Genèse
Pierre Gandon a raconté avoir reçu la commande d'un coup de téléphone du directeur des Postes, en août 1944, et avoir donc réalisé la maquette au milieu des combats entre les Forces françaises de l'intérieur (FFI) et l'armée allemande. Plus probablement, le concours dont le résultat a dépendu du choix du général de Gaulle, a été lancé quelques semaines plus tard. Le chef de la France libre souhaitait la présence de timbres créés et imprimés par les autorités françaises, et éviter la seule présence en France libérée de timbres imprimés aux États-Unis (Arc de Triomphe) ou au Royaume-Uni (Marianne de Dulac).
Pierre Gandon prit sa femme Jacqueline pour modèle.
Une variété fait apparaître une bande noire sur l'épaule du modèle, communément appelée la Gandon à la bretelle.

## Carrière

### Usage courant
Trois versions sont prévues au début du projet : en typographie par souci d'économie, en taille-douce pour les tarifs destinés aux envois vers l'étranger, et en taille-douce et grand format pour les fortes valeurs de 20 à 100 francs. Les premiers timbres sont ainsi émis le 15 février 1945 : un 1,50 franc typographié pour la lettre simple et un 4 francs gravé pour la lettre à destination de l'étranger.
Rapidement, plusieurs valeurs sont émises de 1945 à 1949 pour couvrir tous les tarifs les plus utilisés et suivre les augmentations de tarifs. D'autres timbres suivant en 1951 et le 18 francs rose est surchargé 15 francs en janvier 1954.
Douze valeurs servent également de timbres préoblitérés.

### Utilisation
La spécificité la plus intéressante de ce timbre est le tarif le plus court de l'histoire de la poste française. En effet, le 1er janvier 1947, le tarif de la lettre simple passe à 5 francs (il était de 3 francs jusqu'au 31 décembre 1946). À cet effet, un timbre Marianne de Gandon à 5 francs rose est créé. Mais le 2 janvier 1947, le président Léon Blum, afin d’enrayer l’inflation galopante, décide de dévaluer le franc de 10 %. Or, à cette date, il n’existe pas de timbre à 4,50 francs en circulation (le 4,50 francs bleu ne sera émis que le 23 janvier 1947). Il est donc décidé de vendre le timbre Marianne à 5 francs au tarif de 4,50 francs. Son usage sera limité au régime intérieur et il sera démonétisé le 1er avril 1947. Au-delà de cette date, il n'est plus accepté par l'administration de la poste qui taxe systématiquement les courriers pour défaut d'affranchissement. Il existe quelques rares courriers qui par ignorance des postiers ou laxisme de l'administration passeront à travers l'application de cette taxe.

### Outre-mer
Pour servir dans les départements français d'Algérie, cinq timbres sont surchargés « ALGERIE ». Neuf sont surchargés d'une valeur en franc CFA pour servir à La Réunion. Un timbre est surchargé « Jérusalem, 20 Millièmes » pour une utilisation spécifique depuis le consulats français à Jérusalem en 1948. Il existe très peu de lettres avec cet affranchissement.

### Commémoratif
Dès le 9 mai 1949, la Marianne de Gandon apparaît sur une émission commémorative à l'occasion du centenaire du premier timbre français. Un 15 francs rouge et un 25 francs bleu sont vendus sous la forme d'une bande verticale se-tenant avec une vignette d'annonce et deux timbres non dentelés de mêmes valeurs et couleurs au type Cérès.
Par la suite, le type est honoré pour ses anniversaires : sujet de la Journée du timbre pour le cinquantenaire en 1995 et d'un carnet de timbres autocollants pour le 61e anniversaire en novembre 2006.

## Postérité
Si les critiques de l'époque ont trouvé cette allégorie de la république laide et dure, la Marianne de Gandon obtient 40,19 % des voix lors d’une consultation des lecteurs du magazine Timbroloisirs pour désigner la plus belle « Marianne », en 1997.